# Aschermittwoch der Kabarettisten
Der Aschermittwoch der Kabarettisten und der Politische Aschermittwoch Berlin sind seit vielen Jahren an verschiedenen Orten stattfindende Publikumsveranstaltungen. Am bekanntesten sind die seit 2006 sowohl von bayerischen Kabarettisten und Künstlern aus anderen Bundesländern in München sowie von Berliner Kabarettisten und Künstlern aus anderen Bundesländern in Berlin veranstalteten Auftritte. Sie lehnen sich dabei an den am selben Tag stattfindenden politischen Aschermittwoch der politischen Parteien an. Deshalb werden auch tagesaktuelle Themen der Politiker aufgegriffen und satirisch kommentiert. Als Autoren betätigten sich in München neben den als Gäste auftretenden Kabarettisten auch Christian Springer, Michael Heinemann und Robert Urban. Der Politische Aschermittwoch Berlin wird von Arnulf Rating moderiert. Der Ablauf des Abends ist angelehnt an traditionelles Nummernkabarett, allerdings mit aktuellen Beiträgen und Orchestereinlagen. Es werden keine offiziellen Gäste geladen.

## Geschichte
Zum ersten Mal fand der Aschermittwoch der Kabarettisten 2006 in München in der Philharmonie am Gasteig statt. Ab 2007 wurde die Münchener Veranstaltung im Bayerischen Fernsehen ausgestrahlt. Durch den Abend führte der bayerische Kabarettist Christian Springer, alias Fonsi. Den musikalischen Teil der Veranstaltung gestaltete ab 2007 das Pasadena Roof Orchestra aus London. Der Münchener Aschermittwoch der Kabarettisten ist bis 2011 dokumentiert.
Der Politische Aschermittwoch Berlin fand erstmals (öffentlich) 2006 in der Arena Berlin statt, organisiert vom Pantheon-Theater Bonn und Arnulf Ratings Maulhelden Büro. Seit dem Jahre 2010 wird die Veranstaltung allein von Arnulf Ratings Maulhelden Büro organisiert. Der Westdeutsche Rundfunk zeichnet den Abend seit 2006 jedes Jahr für die Hörfunkwelle WDR5 auf und strahlt ihn zeitversetzt im Rahmen der Sendung Unterhaltung am Wochenende aus.  Mindestens seit 2013 sendet die Kabarett-Sendung Querköpfe des Deutschlandfunks eine fast einstündige kommentierte Zusammenfassung.
Die Form der kabarettistischen Aufarbeitung des Politischen Aschermittwochs gibt es an weiteren Orten und Bühnen, so seit 1990 in der Kochsmühle Obernburg bei Aschaffenburg.

## Besetzung
- 2006, Philharmonie im Gasteig, München: Lisa Fitz, Christoph Süß, Richard Rogler, Helmut Schleich, Christian Springer, Heinzi und Kurti (Duo aus Springer/Schleich). Musik: Herbert und die Pfuscher
- 1. März 2006, Arena Berlin: Dieter Hildebrandt, Georg Schramm, Rainer Pause & Norbert Alich, 	Arnulf Rating, Hagen Rether und Volker Pispers, Veranstalter: Pantheon-Theater Bonn und Maulhelden Büro Berlin[3]
- 2007, Philharmonie im Gasteig, München: Simone Solga, Christoph Süß, Ottfried Fischer, Helmut Schleich, Christian Springer, Werner Koczwara. Musik: Pasadena Roof Orchestra
- 21. Februar 2007, Arena Berlin: Hagen Rether, Arnulf Rating, Volker Pispers, Matthias Deutschmann und  Speedmöik, Veranstalter: Pantheon-Theater Bonn und Maulhelden Büro Berlin[4]
- 2008, Philharmonie im Gasteig, München: Simone Solga, Ottfried Fischer, Christian Springer, Konstantin Wecker, Eckart von Hirschhausen, Michael Altinger, Klaus Peter Schreiner. Musik: Pasadena Roof Orchestra
- 2009, Orlando-Saal der Stadthalle Germering: Simone Solga, Ottfried Fischer, Christian Springer, HG. Butzko, Josef Hader, Frank Lüdecke, Sebastian Schnoy. Musik: Pasadena Roof Orchestra
- 6. Februar 2008, Arena Berlin: Matthias Deutschmann, Wiglaf Droste, Rainald Grebe, Marc-Uwe Kling und Arnulf Rating[5]
- 25. Februar 2009, Arena Berlin: Matthias Deutschmann, Wiglaf Droste, Kirsten Fuchs, Dieter Hildebrandt, Arnulf Rating, Annamateur & Außensaiter und Musik IG Blech, Veranstalter: Maulhelden Büro Berlin in Zusammenarbeit mit Rita Baus Kulturproduktion[6]
- 2010, Philharmonie im Gasteig, München: Lisa Fitz, Helmut Schleich, HG. Butzko, Christian Springer, Bernd Regenauer, Fatih Çevikkollu, Robert Griess, Musik: Pasadena Roof Orchestra
- 17. Februar 2010, Arena Berlin: Cloozy, Wiglaf Droste, Horst Evers, Arnulf Rating, Florian Schroeder, Uwe Steimle, Special Guest Danny Dzuik, und Musik IG Blech, Veranstalter: Maulhelden Büro Berlin[7]
- 2011, Deutsches Theater München: Lisa Fitz, Christian Springer, Werner Schneyder, Bernd Regenauer, HG. Butzko, Michael Lerchenberg, Ottfried Fischer, Musik: Pasadena Roof Orchestra[8]
- 9. März 2011, Arena Berlin: Dieter Hildebrandt, Andreas »Spider« Krenzke, Wolfgang Nitschke, Urban Priol, Mathias Tretter, Hans-Eckardt Wenzel, Moderation Arnulf Rating, Musik: IG Blech, Veranstalter: Maulhelden Büro Berlin[9]
- 22. Februar 2012, Arena Berlin: HG. Butzko, Rainald Grebe und die Kapelle der Versöhnung, Nils Heinrich, Piet Klocke, Lisa Politt, Harald Martenstein, Moderation Arnulf Rating, Musik: IG Blech, Veranstalter: Maulhelden Büro Berlin[10]
- 13. Februar 2013 Tempodrom Berlin: Dieter Hildebrandt, Florian Schroeder, Urban Priol, Simone Solga und Tobias Mann, Gastgeber Arnulf Rating[11][12]
- 5. März 2014 Tempodrom Berlin: Lisa Politt, Wilfried Schmickler, Christoph Sieber, Martin Sonneborn, Konstantin Wecker, der kurz zuvor im November 2013 gestorbene Dieter Hildebrandt hatte wieder seine Teilnahme zugesagt, ihm wurde der Abend gewidmet, Musik: IG Blech, Gastgeber: Arnulf Rating, Veranstalter: Maulhelden Büro[13]
- 18. Februar 2015 Tempodrom Berlin: Max Uthoff, Florian Schroeder, Georg Schramm, Timo Wopp, Sebastian Krämer, Musik: IG Blech, Gastgeber: Arnulf Rating[14]
- 10. Februar 2016 Tempodrom Berlin: Abdelkarim, HG. Butzko, Axel Pätz, Erwin Pelzig, Simone Solga, Gastgeber: Arnulf Rating, Musik: IG Blech[15]
- 1. März 2017 Arena Berlin: Urban Priol, Wilfried Schmickler, Florian Schroeder, Nico Semsrott, Nessie Tausendschoen, Gastgeber: Arnulf Rating, Musik: IG Blech[16]
- 14. Februar 2018 Tempodrom Berlin: Alfons, Lisa Fitz, Michael Krebs, Dietmar Wischmeyer, Max Uthoff, Musik: Klaus der Geiger sowie IG Blech, Gastgeber: Arnulf Rating[17]
- 6. März 2019 Friedrichstadt-Palast Berlin-Mitte: Matthias Deutschmann, Anny Hartmann, Wilfried Schmickler, Florian Schroeder, Serdar Somuncu sowie IG Blech, Gastgeber Arnulf Rating.[18][19]
- 26. Februar 2020 Theater des Westens Berlin: Sarah Bosetti, Josef Brustmann, Fathi Çevikkollu, Nils Heinrich, Georg Schramm sowie Andrej Hermlin and His Swing Dance Band, Gastgeber Arnulf Raing[20]
- 17. Februar 2021 BKA Theater Berlin (Livestream): Alfons, Lothar Bölck, Luise Kinseher, Christine Prayon, Wilfried Schmickler, Florian Schroeder sowie The Swingin' Hermlins, Gastgeber Arnulf Rating[21]
- 2. März 2022 Friedrichstadt-Palast Berlin: Lisa Fitz, Michael Hatzius, Andreas „Spider“ Krenzke, Thilo Seibel sowie The Swingin' Hermlins, Gastgeber Arnulf Rating[22]
- 22. Februar 2023 Konzertsaal der UdK Berlin: Alfons, Chin Meyer, Florian Schroeder, Simone Solga und Martin Sonneborn sowie The Swinging' Hermlins, Gastgeber Arnulf Rating[23]